# Isglass

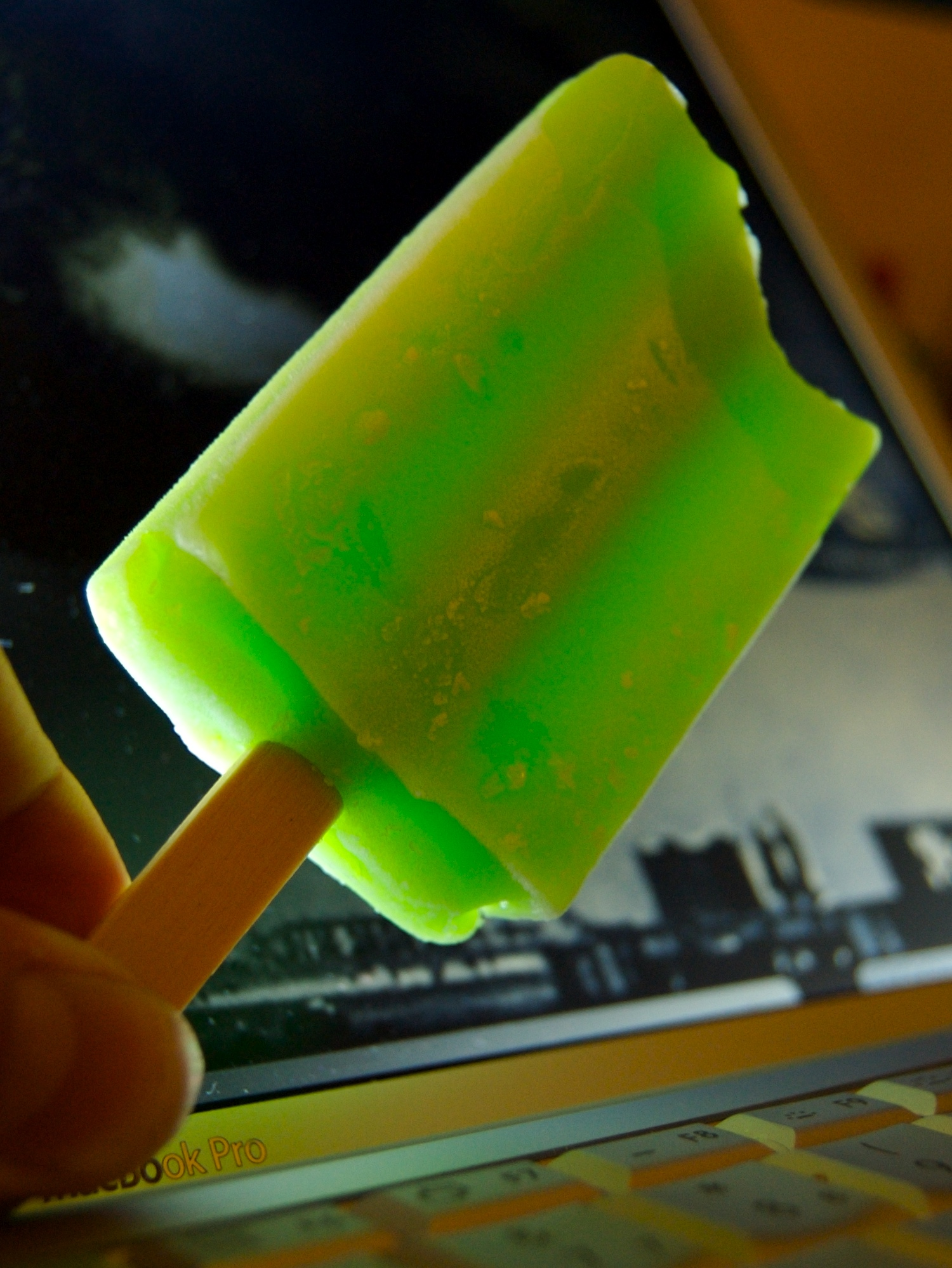
En grön isglass.

Isglass består av fryst smaksatt vatten. I vissa delar av Sverige kallas isglass för saftis.
Till skillnad från sorbet så fryses isglass stillastående. Eftersom resultatet är kompakt is, görs isglass i portionsbitar.
Isglass med valfri smaksättning kan tillverkas i hemmet med hjälp av glassformar och en frys. Isglass som säljs i affärer och glassbilar brukar förutom vatten och smaksättning även innehålla socker/sirap, stabiliseringsmedel, surhetsreglerande medel och färgämnen.

## Historia
Glassens äldre historia är osäker. I antikens Rom fanns funderingar kring att smaksätta vatten och frysa ned. Vattnet smaksattes med vin och fruktsaft eller honung. Både i Rom och Egypten transporterades is från bergen.
GB:s Igloo, då kallad Dubbelpinne, var den första isglassen i Sverige och lanserades 1961.

## Exempel på isglassar
- Calippo från GB Glace
- Piggelin från GB Glace